# バダイ
バダイ（モンゴル語: Badai、生没年不詳）は、オロナウル・ケレングト出身の人物で、チンギス・カンに仕えた千人隊長の一人。『元史』などの漢文史料では巴歹/把帯/抜台、ペルシア語史料ではبادای(Bādāī)と記される。ケレイト部によるチンギス・カン謀殺の企みを同僚のキシリクとともにチンギス・カンに注進した功績によってダルハンの称号を与えられたことで知られる。

## 概要
キシリク、バダイらが属するオロナウル・ケレングト氏はモンゴル部キヤト氏の有力集団の一つ、キヤト・サヤール氏の隷民(haran)であった。キシリク、バダイ兄弟はテムジン（後のチンギス・カン）が隆盛する頃、キヤト・サヤール氏のイェケ・チェレンに仕えており、共に牧馬役を務めていた。イェケ・チェレンは親族のアルタンとともに戦利品の分配に関する不満からテムジンの下を離れてケレイト部のオン・カンに仕えるようになっており、オン・カンの子のイルカ・セングンを中心としたテムジン謀殺の企てに関わるようになった。
テムジンを謀殺する議論を終えた後、イェケ・チェレンが家に帰って妻のアラクイトにその件について語っていると、それを偶々バダイが聞き取った。バダイが自らが聞いたこと（チンギスの謀殺計画）をキシリクに話すと、キシリクは事の真偽を確かめるため出かけ、そこでイェケ・チェレンの子のナリン・ケエンがチンギスの謀殺計画は秘密にしなければならない、と語っているのを聞いた。イェケ・チェレンとナリン・ケエンの意図を察したバダイとキシリクの二人は相談してテムジンに投降し謀殺の計画を伝えることを決め、ナリン・ケエンらのために用意した二匹の馬に乗ってテムジンの下に馳せ参じた。
この功績によってバダイ、キシリクは隷民でありながらテムジンの忠臣として取り立てられ、1206年のチンギス・カン即位時にはソルカン・シラとともに隷民から自由民に昇格させるとの沙汰がチンギス・カンにより為された。バダイ、キシリクは千人隊長（ミンガン）に任ぜられるとともに様々な特権を有する「ダルハン」という称号を名のることを許され、これ以後彼等の子孫は代々ダルハンを称するようになった。
『元史』巻95食貨志3には「八答子（バダイの子孫、実際にはキシリクの子孫も含む）」に対して順徳路が投下領として与えられたことが記録されている。なお、この投下領は「オロナウル部」として本来同族であったアルラト部のボオルチュ家、コンゴタン部のテムデイとともに「右手万戸三投下」として一括して与えられたものであるが、後に順徳路だけ独立したものである。ただし、キシリクの子孫はオルジェイトゥ・カアン（成宗テムル）の時期の宰相ハルガスンを輩出したことで著名になり『元史』にも列伝が残されているが、バダイの一族に関して『元史』はほとんど言及しない。